# Clairac
Clairac é uma comuna francesa na região administrativa da Nova Aquitânia, no departamento Lot-et-Garonne. Estende-se por uma área de 33,88 km². Em 2010 a comuna tinha 2 804 habitantes (densidade: 82,8 hab./km²).